# Sièges d'Akhaltsikhe

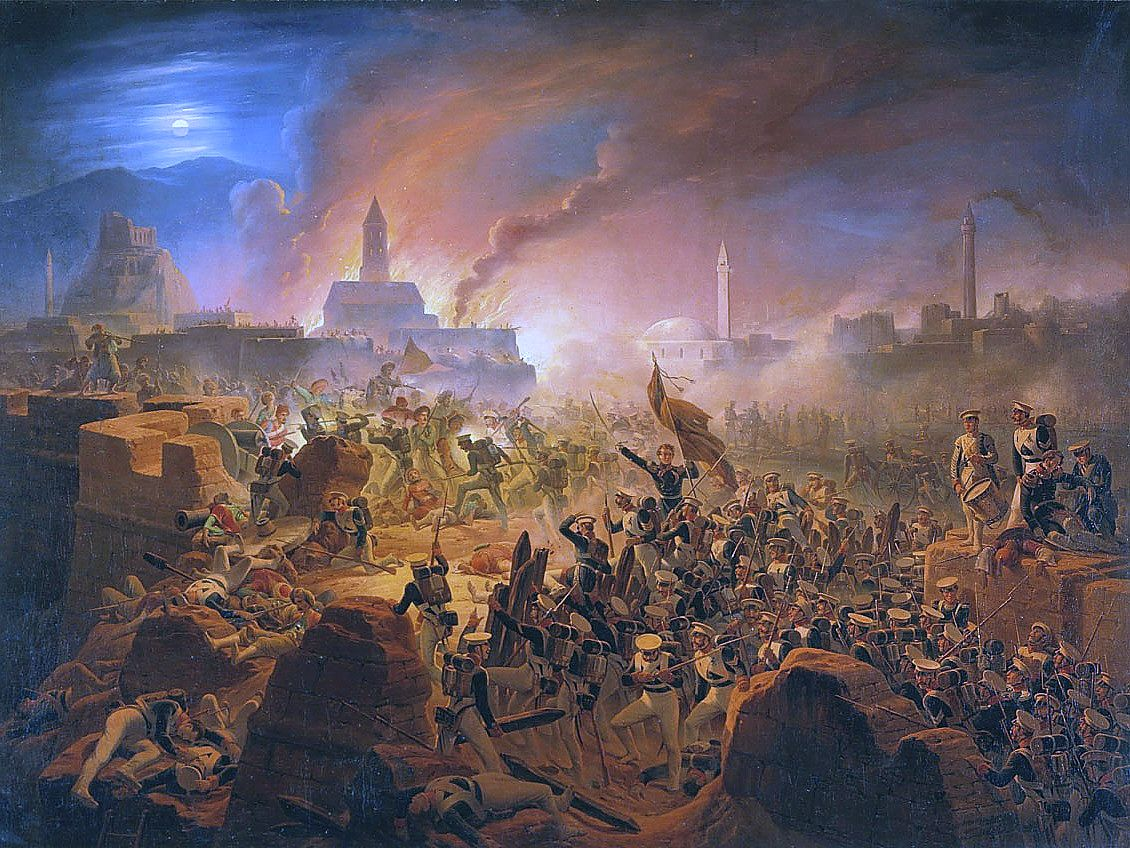
Le siège d’Akhaltsikhe (août 1829) par Janvier Suchodolski

Les sièges d'Akhaltsikhe (en russe : Ахалцихское сражение) sont trois épisodes des guerres russo-turques du XIXe siècle.

## Siège de 1828
Akhaltsykh (aujourd’hui Akhaltsikhe en Géorgie) est au début de la guerre russo-turque de 1828-1829 une forteresse ottomane. Les troupes impériales russes commencent le siège le 9 août 1828. Elles sont commandées par le célèbre général Paskévitch tandis que les Turcs sont sous les ordres de Kios-Mahomet-Pacha. Les Russes mènent l’assaut au petit matin sous un orage très violent, ce qui oblige les troupes des deux côtés à n’utiliser que l’arme blanche. Les forces russes envahissent la ville le 16 août. Les combats sanglants ont fait 400 morts du côté russe et plus de mille du côté turc, avec 500 prisonniers ottomans.

## Siège de 1829
Les Russes installés depuis l’été dans la forteresse, sous le commandement du général Mouraviev-Karsski (1794 † 1866), sont assiégés le 20 février 1829 en plein hiver par les forces ottomanes du général Ahmet-Bek. Les Russes ont 1 164 hommes, les Turcs environ 20 000 (5 000 soldats et 15 000 mercenaires). Ceux-ci veulent récupérer dans l’actuelle Géorgie les forteresses dont ils ont été chassés par les Russes. Le siège de la forteresse dure jusqu’au 4 mars 1829. La garnison tient douze jours et les Turcs sont obligés de lever le camp, laissant 4 000 morts. Le traité d’Andrinople du 14 septembre 1829 donne la forteresse à l’Empire russe.

## Siège de 1853
Le troisième siège de la forteresse d’Akhaltsykh a lieu le 12 novembre 1853 lorsque les Turcs, qui étaient soutenus par les Anglais dans le Grand Jeu, décident au début de la guerre de Crimée de reprendre leurs positions d’il y a vingt-cinq ans. Cette forteresse fut l’un de leurs premiers objectifs. Le général Ali-Pacha commandant dix-huit mille hommes arrive aux abords de la ville pour réduire les sept mille hommes du prince Andronikov, mais la supériorité de l’armement russe oblige les Ottomans à lever le siège après avoir perdu plus de trois mille hommes. Ce fut une défaite des Turcs qui marqua le début de la fin de leur présence, à cette époque, dans le Caucase.